# Mariano Benito Barrio Fernández
Pour les articles homonymes, voir Fernández.
 Mariano Benito Barrio y Fernández (né le 22 novembre 1805 à Jaca en Aragon, et mort le 20 novembre 1876 à Madrid) est un cardinal espagnol du XIXe siècle. 

## Biographie
Mariano Benito Barrio y Fernández est notamment professeur à l'université de Huesca et proviseur et vicaire général à Palencia en Castille. 
Il est nommé évêque de Carthagène en 1847 et promu archevêque de Valence en 1861.
Le cardinal Barrio participe au concile de Vatican I en 1869-1870. Le pape Pie IX le crée cardinal lors du consistoire du 22 décembre 1873.

## Sources
- Fiche du cardinal Mariano Benito Barrio Fernández sur le site fiu.edu